# Повховское нефтяное месторождение

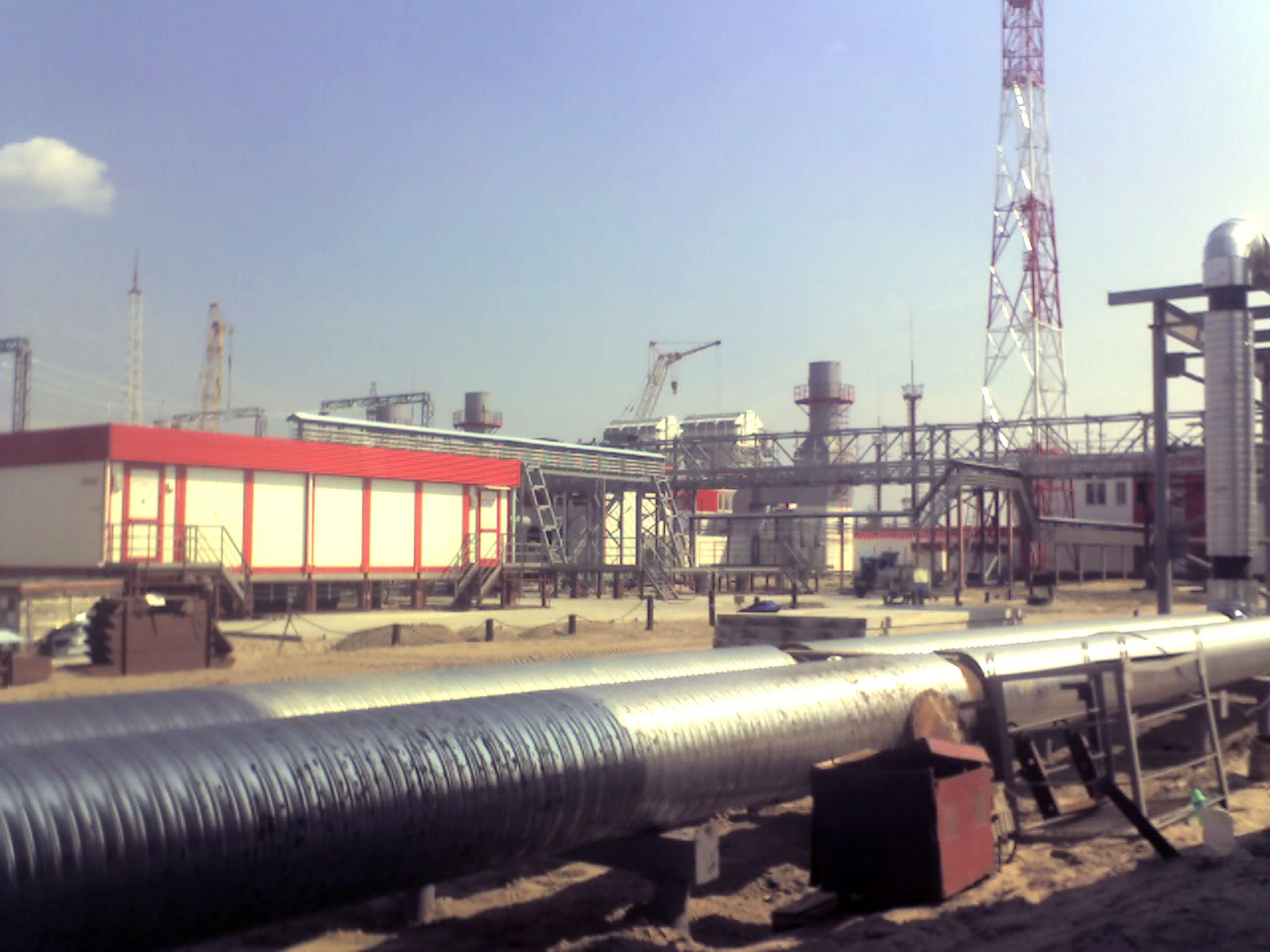
Строящаяся (2012 г) ГТЭС мощностью 48 Мвт на Повховском месторождении

Повховское — нефтяное месторождение в России. Расположено в Ханты-Мансийском автономном округе, в 170 км к северо-востоку от г. Сургут и в 75 км к востоку от г. Когалым. Открыто в 1972 году. Освоение началось в 1978 году.
Носит имя нефтяника Степана Ананьевича Повха (1929—1972).
Запасы нефти 0,7 млрд. баррелей нефти. Плотность нефти составляет 0,843 г/см3 или 36,5° API. Содержание серы составляет 0,70%.
Месторождение относится к Западно-Сибирской провинции.
Оператором месторождения является российская нефтяная компания Лукойл. Добыча нефти на месторождении в 2007 г. — составила 6,183 млн тонн.